# 143 (album Katy Perry)
143 – siódmy studyjny album amerykańskiej piosenkarki Katy Perry, wydany 20 września 2024 przez wytwórnię Capitol Records. Pierwszy singiel z płyty –Woman’s World, został wydany 7 lipca 2024. Kolejnymi singlami z 143 zostały Lifetimes i I’m His, He’s Mine. Na podstawowej wersji albumu znalazło się 11 utworów, z gościnnym udziałem Doechii, Kim Petras, JID i 21 Savage. Album osiągnął 6. miejsce na liście Billboard 200 oraz uzyskał bardzo słabe recenzje krytyków. Wielu z nich porównywało album do muzyki tworzonej przez algorytmy sztucznej inteligencji. Ponadto kontrowersji przyniósł udział Dr. Luke’a w produkcji albumu w związku z oskarżeniami o przemoc seksualną wobec Keshy. Wraz z wydaniem albumu piosenkarka zapowiedziała na następny rok trasę koncertową The Lifetimes Tour.

## Wydanie i promocja albumu
143 jest pierwszym album artystki od wydania Smile w 2020 roku oraz od czasu urodzenia przez nią córki. Od 29 grudnia 2021 Katy Perry występowała w Resorts World Theatre w Las Vegas w ramach Play Residency, a ostatni koncert miał miejsce 4 listopada 2023 roku. Już w czasie trwania rezydencji piosenkarka zwiastowała nową erę w swojej karierze z nową muzyką i światową trasą koncertową. W lutym 2024 podczas występu w telewizyjnym show Jimmy Kimmel Live! Katy ogłosiła, że z końcem 22. sezonu rezygnuje z roli jurora w programie American Idol, aby skupić się na własnej karierze i tworzeniu nowych utworów. Ponadto na początku lutego ogłoszone zostało, że Katy wystąpi na festiwalu Rock in Rio 2024.
22 maja, w 143. dzień roku, na mediach społecznościowych i stronie internetowej artystki pojawiły się nowe zdjęcia profilowe, zapowiadające początek nowej ery w jej karierze. 17 czerwca 2024 ogłosiła wydanie nowego singla – Woman’s World, którego premiera miała miejsce 11 lipca i był to pierwszy singiel artystki od czasu wydania When I’m Gone z Alesso w grudniu 2021 roku. Jeszcze w czerwcu arystku umieściła w mediach społecznościowych urywek nowego singla, który spotkał się z mieszanym odbiorem. 24 czerwca Katy wzięła udział w pokazie Vogue World Paris w ramach paryskiego tygodnia mody, a dzień później pojawiła się na czerwonym dywanie w sukni z długim trenem, na którym umieszczony został cały tekst nadchodzącego singla. Kolejne urywki utworu pojawiły się w czasie kampanii reklamowej dla japońskiej firmy Denon. W przeddzień wydania singla artystka ogłosiła, że 20 września, będzie miał premierę jej nowy album nazwany 143, co jest kodem stworzonym od angielskiej frazy „I love you”. Początek kontrowersji w związku z nową erą Katy nastąpił, gdy do mediów trafiły informacje o współpracy z artystki z Dr. Luke’iem, który ostatecznie znalazł się na liście autorów i producentów znakomitej większości utworów z albumu, w tym pierwszego singla. Producent był zamieszany w aferę w związku z oskarżeniami o napaść seksualną, wysuwanymi przez amerykańską piosenkarkę Keshę. Pojawiły się silne głosy krytyki, a Katy określana była hipokrytką ze względu na feministyczny wydźwięk nowego utworu i współpracę z Dr. Luke’iem. Dzień po wydaniu singla opublikowany został teledysk, jednak mimo określenia go przez samą artystkę jako satyry, spotkał się z negatywnym odbiorem krytyków.

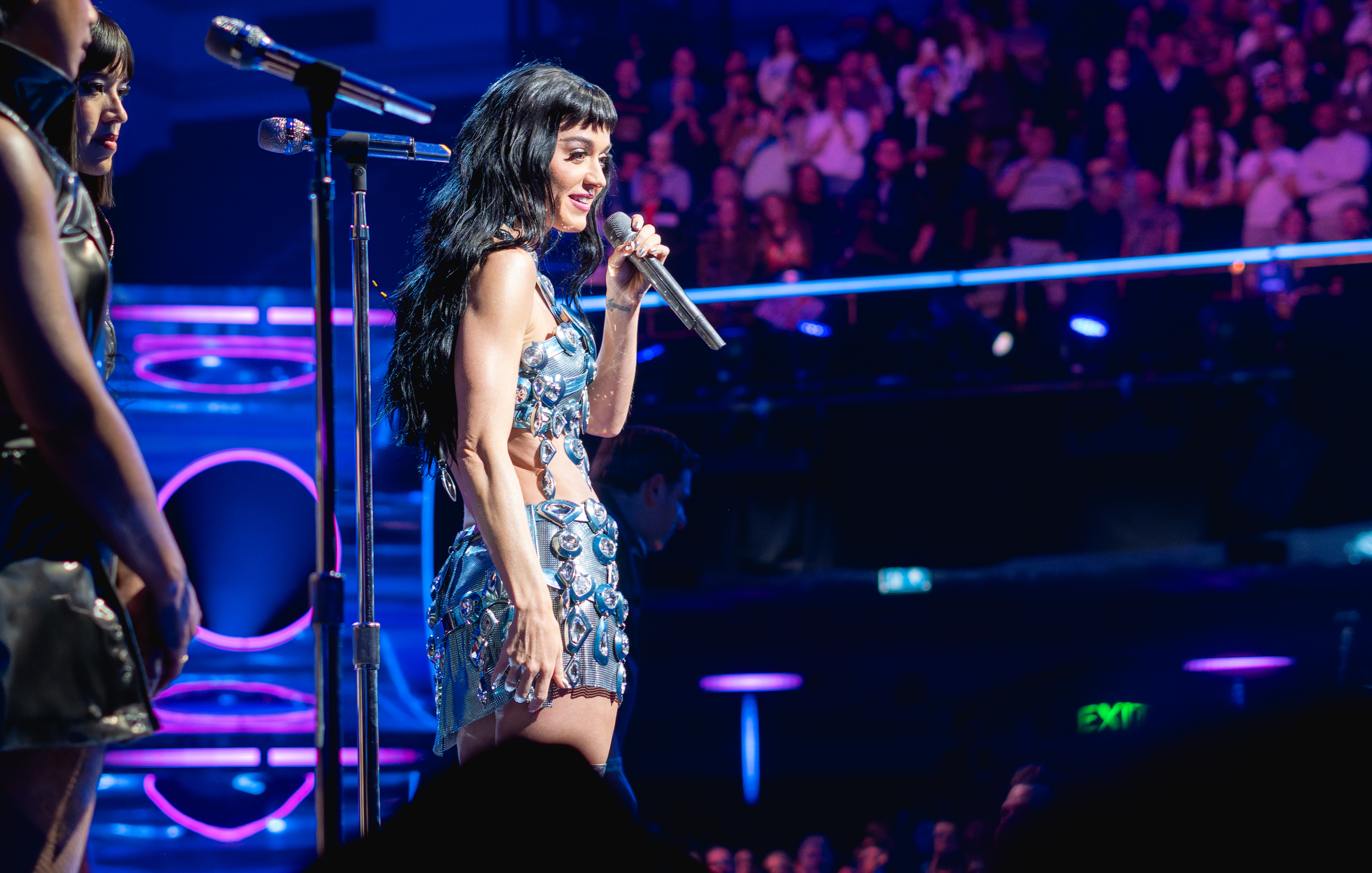
Katy Perry podczas występu w Central Hall Westminster w Londynie.

8 sierpnia 2024 wydany został drugi singiel z albumu wraz z teledyskiem – Lifetimes. Wraz z nim ukazał się teledysk nakręcony na Balearach, w tym na wydmach S’Espalmador na północ od Formentery. Rząd Balearów ogłosił wszczęcie śledztwa wobec ekipy filmującej teledysk, w związku z nagrywaniem na obszarach ochronionych bez wymaganych pozwoleń. 11 września 2024 artystka wystąpiła na gali MTV Video Music Awards i zaprezentowała m.in. trzy single z nadchodzącej płyty w tym właśnie zapowiedziany nowy singiel – I’m His, He’s Mine z gościnnym udziałem amerykańskiej raperki Doechii. W czasie gali Katy Perry otrzymała nagrodę Video Vanguard Award za całokształt twórczości, a premiera nowego singla wraz z teledyskiem miała miejsce 13 września. Album został wydany 20 września 2024 roku i tego samego dnia Katy wystąpiła na festiwalu Rock In Rio 2024, gdzie zaśpiewała m.in. kilka utworów z nowej płyty.
Pod koniec września Katy Perry wystąpiła jeszcze na otwarciu finału AFL w Australii, gdzie ogłosiła pierwsze daty nowej trasy koncertowej promującej album – The Lifetimes Tour. Trasa ma rozpocząć się 29 kwietnia 2025 roku. W grudniu artystka wystąpiła w ramach Jingle Bell Ball organizowanym przez radio Capital w Londynie oraz na dwóch świątecznych koncertach w ramach wydarzeń organizowanych przez iHeart Radio w Nowym Jorku i Filadelfii. Ponadto Katy Perry wystąpiła na kameralnym koncercie Katy Perry: Night Of A Lifetime w Central Hall Westminster w Londynie, który został nagrany i opublikowany w serwisie iTV.
19 grudnia 2024 roku wydana została wersja rozszerzona albumu zatytułowana 1432, na której znalazły się cztery utwory, w tym trzy publikowane wcześniej na różnych dodatkowych edycjach albumu: I Woke Up, Has A Heart i No Tears For New Year’s, a także jeden nowy utwór skomponowany m.in. we współpracy z kanadyjską piosenkarką Lu Kalą – OK.

## Lista utworów

### Edycja standardowa
| No. | Tytuł                            | Autorzy | Produkcja                                                  | Czas |
| --- | -------------------------------- | --- | ---------------------------------------------------------- | ---- |
| 1.  | „Woman’s World”                  | Katy Perry, Lukasz Gottwald, Vaughn Oliver, Aaron Joseph, Rocco Valdes, Chloe Angelides                       | Dr. Luke, Vaughn Oliver, Aaron Joseph, Rocco Did It Again! | 2:43 |
| 2.  | „Gimme Gimme” ft. 21 Savage      | Perry, Shéyaa Bin Abraham-Joseph, Gottwald, Valdes, Ogren, Theron Thomas, Gamal Lewis, Ferras Alqaisi         | Dr. Luke, Rocco Did It Again!                              | 2:57 |
| 3.  | „Gorgeous” ft. Kim Petras        | Perry, Kim Petras, Gottwald, Max Martin, Oliver, Joseph, Angelides, Malibu Babie, Devin Wilkes                | Dr. Luke, Oliver, Malibu Babie                             | 3:17 |
| 4.  | „I’m His, He’s Mine” ft. Doechii | Perry, Jaylah Hickmon, Gottwald, Valdes, Ogren, Thomas, Lewis, Alqaisi, Crystal Waters, Neal Conway           | Dr. Luke, Rocco Did It Again!                              | 3:18 |
| 5.  | „Crush”                          | Perry, Gottwald, Valdes, Ogren, Thomas, Keegan Bach, Emily Warren, Scott Harris, Sarah Hudson, Dallas Koehlke | Dr. Luke                                                   | 2:57 |
| 6.  | „Lifetimes”                      | Perry, Gottwald, Oliver, Valdes, Ogren, Thomas, Lewis, Hudson                                                 | Dr. Luke, Oliver                                           | 3:12 |
| 7.  | „All The Love”                   | Perry, Gottwald, Oliver, Joseph, Ogren, Bach, Alqaisi                                                         | Dr. Luke, Oliver, Joseph, KBeazy                           | 3:15 |
| 8.  | „Nirvana”                        | Perry, Gottwald, Oliver, Joseph, Valdes, Ogren, Bach, Hudson, Koehlke, Thomas, Warren, Harris                 | Dr. Luke, Oliver, Joseph                                   | 2:51 |
| 9.  | „Artificial” ft. JID             | Perry, JID, Gottwald, Joseph, Valdes, Bach, Angelides, Hudson, Samuel Catalano                                | Dr. Luke, KBeazy                                           | 2:43 |
| 10. | „Truth”                          | Perry, Gottwald, Oliver, Valdes, Ogren, Lewis, Hudson                                                         | Dr. Luke, Oliver                                           | 2:57 |
| 11. | „Wonder”                         | Perry, Alqaisi, Tor Hermansen, Mikkel Eriksen, Henry Walter, Kent Sundberg, Cato Sundberg                     | Stargate, Cirkut                                           | 3:24 |

### Edycje dodatkowe

#### Edycja1432digital deluxe
| 12. | „I Woke Up”               | Perry, Gottwald, Lewis                                                                     | Dr. Luke         | 2:28 |
| 13. | „Has A Heart”             | Perry, Gottwald, Oliver, Valdes, Ogren, Lewis                                              | Dr. Luke, Oliver | 2:49 |
| 14. | „No Tears For New Year’s” | Perry, Gottwald, Valdes, Ogren, Thomas, Alqaisi                                            | Dr. Luke         | 3:23 |
| 15. | „OK”                      | Perry, Gottwald, Oliver, Valdes, Ogren, Angelides, Joseph, Alqaisi, Lusamba Vanessa Kalala | Dr. Luke, Oliver | 2:38 |

#### EdycjaHMV/Target& Japan
| 12. | „Has A Heart” | Perry, Gottwald, Oliver, Valdes, Ogren, Lewis | Dr. Luke, Oliver | 2:49 |

#### Edycja Web store exclusive purple vinyl
| 12. | „No Tears For New Year’s” | Perry, Gottwald, Valdes, Ogren, Thomas, Alqaisi | Dr. Luke | 3:23 |

#### Edycja143: I Love You Moreweb digital deluxe
| 12. | „I Woke Up”                  | Perry, Gottwald, Lewis                                 | Dr. Luke                      | 2:28 |
| 13. | „No Tears For New Year’s”    | Perry, Gottwald, Valdes, Ogren, Thomas, Alqaisi        | Dr. Luke                      | 3:23 |
| 14. | „Gimme Gimme” (solo version) | Perry, Gottwald, Valdes, Ogren, Thomas, Lewis, Alqaisi | Dr. Luke, Rocco Did It Again! | 2:44 |